# Лувър
Лувърът (на френски: Le musée du Louvre) е най-големият национален музей на Франция и е най-посещаваният музей в света с 9,3 млн. посетители за 2013 г.  Това е домът на някои от най-известните произведения на изкуството, включително "Мона Лиза" и "Венера Милоска".
Сградата, която в миналото е била първо военно укрепление, а после кралска резиденция, е разположена в центъра на Париж, между река Сена и улица Риволи.
За първи път е отворена като музей на 8 ноември 1793 г., по време на Френската революция. В музея, на площ от 60 600 квадратни метра, са разположени близо 35 000 предмети от праисторическата ера до XIX век. Приблизително 38 000 обекта от праисторията до XXI век са изложени на площ от 72 735 квадратни метра.

## Сграда
Първият замък на това място е издигнат от Филип II през 1190 като крепост, защитаваща Париж от набезите на викингите. Шарл V го превръща в кралска резиденция, но по времето на Франсоа I и Анри II е разрушен и отново издигнат. Основите на първоначалното укрепление днес могат да се видят под Залата на кариатидите.
Завършването на оставащата част от двореца е започнато през 1546 и е в ренесансов стил. По това време кралската резиденция се мести в Тюйлери. Голямата галерия е построена по времето на Анри IV и е с дължина над една миля, достигайки сто фута ширина. Анри IV слага начало на традицията в двореца да се канят именити художници и занаятчии, които да работят по долните етажи на сградата. Клод Перо (1665 – 1680) построява източното крило.
През 1674 г. кралската резиденция се мести във Версай и в Лувъра се помещават Френската академия на науките и Кралската художествена академия.
При управлението на Наполеон III дворецът все още се достроява. Работата по ново крило на музея продължава до 1878 г.
Архитектурата на сградата е оценена като класическа в най-величествена и самоуверена форма.

## Музей
През 1699 г. в Лувъра е организиран първият Салон. С идването на Френската революция резиденцията е обявена за хранилище на изкуствата и науките, а от 1793 г. е централен музей на изкуствата. В следващите 70 години към Лувъра са добавени:
- 1798 – 1815 – Музей Наполеон (заграбеното от Ватикана, Венеция и колониите)
- 1824 – Музей на съвременната скулптура
- 1827 – Музей на Шарл Х и Морски музей
- 1849 – Музей на Асирия
- 1850 – Мексикански, алжирски и етнографски музей
- 1852 – 70 – Музей на сузерените
- 1863 – Музей на Наполеон III.

Дълго време управляван от френската държава, Лувърът получава права за самоуправление, за да може по-добре да се справи с растежа си.
Най-значимата скорошна промяна във външния вид на музея е проектът „Grand Louvre“ на архитекта Йау Минг Пей, реализиран със сътрудничеството на тогавашния президент Франсоа Митеран. Отворено е северното крило на зданието, което дотогава се е ползвало за правителствени служби, а в центъра на двореца е поставена стъклената пирамида. Значително разширеният и реорганизиран музей е отворен отново за посещения през 1989 г.

## Колекции
Лувърът съхранява богатото художествено наследство на Франция от времето на Капетингите през империята на Наполеон Бонапарт до наши дни.
Днес в Лувъра се съхраняват над 380 000 артефакта, от които над 35 000 са изложени, в осем колекции:
- Древен Египет
- Гърция, Етрурия и Рим
- Изкуство на Близкия Изток
- Ислямско изкуство
- Скулптури
- Декоративно изкуство
- Картини
- Гравюри и графики

В Лувъра се намира Мона Лиза на Леонардо да Винчи, вероятно най-известната картина в света, разположена в отделна зала зад защитно стъкло. В музея могат да се видят и творби на Рембранд, Рубенс, Тициан, Пусен и други известни художници. Сред прочутите скулптури в колекцията са Венера Милоска и Нике от Самотраки.
Колекцията на Ротшилд, дарена на музея през 1935, запълва самостоятелна зала. Тя съдържа 40 000 гравюри, 3000 картини и 500 илюстрирани книги.
Освен художествени, в Лувъра се провеждат и археологически, исторически и архитектурни изложби. Музеят притежава и голяма колекция от мебели.
В музея е разрешено снимането с фотоапарати и камери, при условие че не се използват светкавици.

## Галерия
- Вотивна глава, Циклади, 2700 – 2300 г. пр. Хр.
- Стела, Жрец пред бога Ра, Египет, ок. 900 г. пр. Хр.
- Ритон с протоме на ибекс, Персия, 600 – 300 г. пр. Хр.
- Курос, Древна Гърция
- Етруска амфора с изображение на Диомед и Поликсена, ок. 540 – 530 г. пр. Хр.
- Медальон с изображение на Ерос, елинистическо изкуство, ок. 250 – 200 г. пр. Хр.
- Портрет на мумия, Египет
- Портрет на Марк Агрипа, Рим, 25 г. пр. Хр.
- Христос с двама апостоли, Франкска империя, слонова кост, V в.
- Чаша, теракота, ислямско изкуство от земите на дн. Ирак, IХ в.
- Реликварий, романско изкуство от Мастрихт, ХI в.
- Св. Михаил и Сатаната, романско изкуство, Франция, ХII в.
- Св. Франциск получава стигмата, Джото, ок. 1300 г.
- Благовещение, Рогир Ван дер Вейден, 1435 г.
- Пиета, Ангеран Картон, 1460 г.
- Старец с внука си, Гирландайо, 1488 г.
- Лихвари, Квентин Масейс, 1514 г.
- Балтазар де Кастильоне, Рафаело, ок. 1515 г.
- Бунтуващият се роб, Микеланджело, 1513 – 16 г.
- Разпятие, Паоло Веронезе, ок. 1550 г.
- Гадателката, Караваджо, ок. 1600 г.
- Чарлз I по време на лов, Антонис ван Дайк, 1635 г.
- Плетачката на дантели, Вермер, 1664 г.
- Инфанта Мария Маргарита, Веласкес, 1655 г.
- Аркадски пастири, Никола Пусен, ок. 1640 г.
- Къпещата се Диана, Франсоа Буше, 1742 г.
- Къпеща се от Валпиньон, Енгър, 1808 г.
- Свободата води народа, Дьолакроа, 1830 г.